# Râul Bistra Boului
Râul Bistra Boului este un curs de apă, afluent al râului Bistra din județul Caraș-Severin.

## Hărți
- Harta Munții Țarcu/Muntele Mic  Arhivat în 28 martie 2010, la Wayback Machine.
- Harta Județului Caraș-Severin